# Kontinentbron
Kontinentbron är namnet på Trelleborgs samlade färjelägen, där tre rederier (Scandlines, TT-line och Unity Line) trafikerar tre rutter (med fyra linjer) till Tyskland och en till Polen. Ingen annan gränsstation i Sverige transporterar lika många lastbilar som Trelleborgs hamn. I termer av ekonomisk import och export kan endast containertrafiken via lastfartyg i Göteborgs hamn konkurrera. 

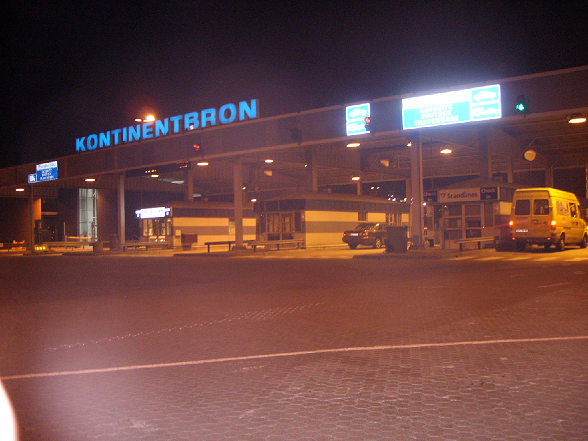

## Linjer
TT-line
1. Trelleborg - Travemünde (7h)
2. Trelleborg - Rostock (5h)

Scandlines
1. Trelleborg - Sassnitz (3h)
2. Trelleborg - Rostock (5h)

Unity Line
1. Trelleborg - Świnoujście (8h)

Tider gäller snabbaste tid, dagfärjor. Nattfärjor med hytter ombord brukar ta 1 à 2 timmar längre tid för chaufförernas skull. Nattfärjor är som regel också dyrare än dagfärjor. Samtliga linjer är av ren transporttyp och erbjuder föga nöjen eller shopping. Restauranger och caféer finns dock ombord. Sedan taxfree förbjöds inom EU har dessa butiker ersatts av tyska/polska sprit- och kosmetikaaffärer.